# Śniedek narboński
Śniedek narboński (Ornithogalum narbonense L.) – gatunek roślin z rodziny szparagowatych (Asparagaceae). Rośnie dziko głównie na obszarze śródziemnomorskim: w Afryce Północnej (Wyspy Kanaryjskie, Maroko, Algieria, Libia, Tunezja), Europie Południowej (Hiszpania, Francja, Włochy, Grecja, Albania, Bułgaria i Azji Zachodniej (Cypr, Izrael, Jordania, Iran).

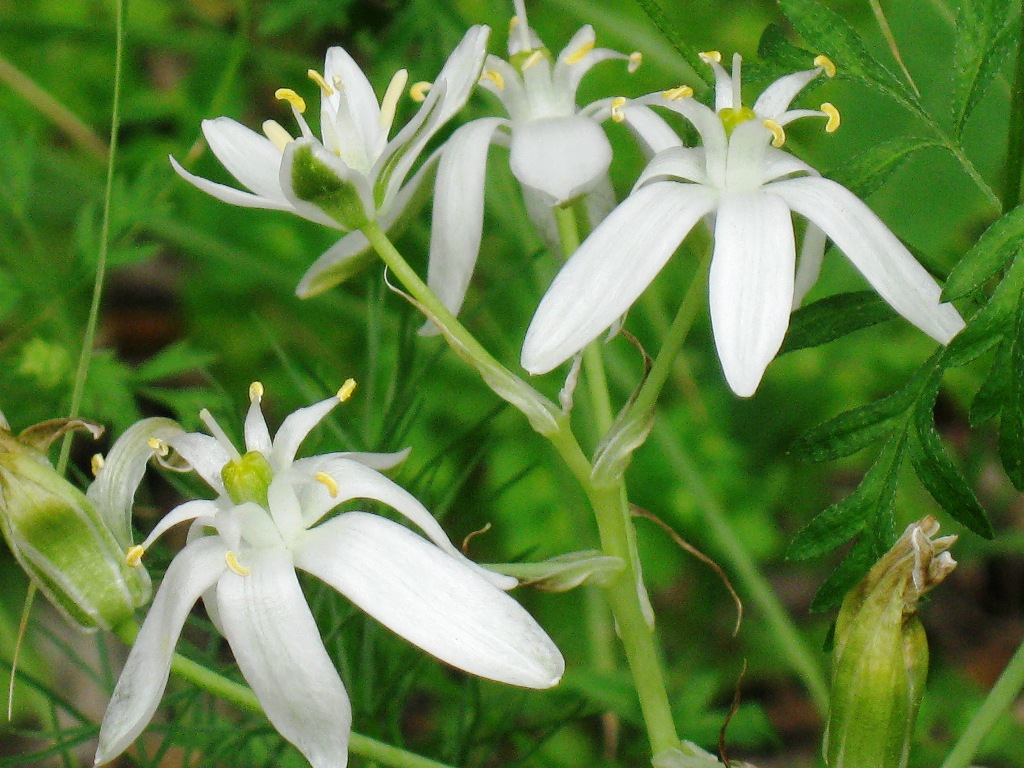
Kwiaty

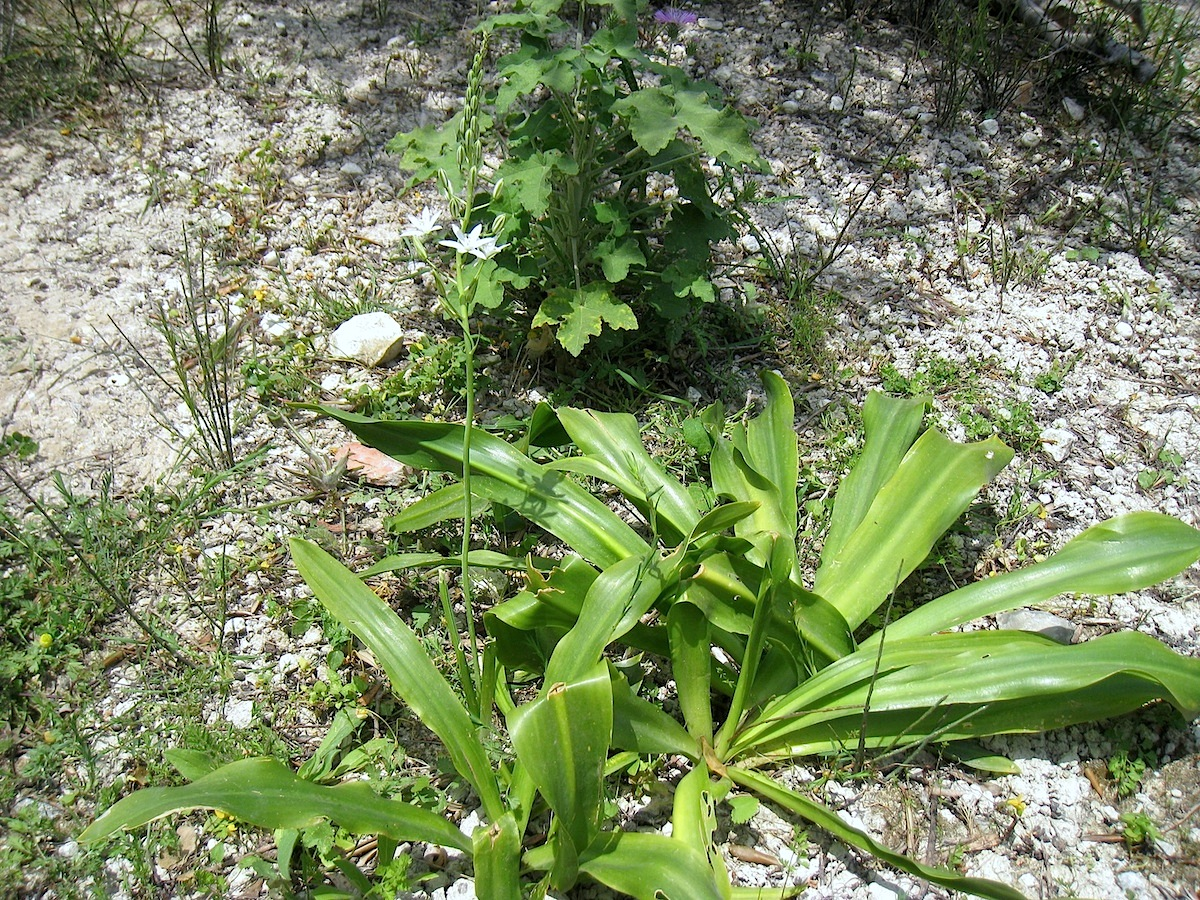
Pokrój

## Morfologia
ŁodygaBezlistna, o wysokości 30–60 cm, sztywna, prosta.
LiścieWyłącznie wyrastające z cebuli liście odziomkowe. Są lancetowate, o bardzo wydłużonym wierzchołku, niebiesko-zielone, krótsze od łodygi.
KwiatyObupłciowe, zebrane w piramidalne grono  liczące 20-50 gwiazdkowatych kwiatów.  6 białych z zielonym paskiem działek okwiatu o długości 1–2 cm. Pąki kwiatowe owalne, z podłużnymi biało-zielonymi paskami. Pręcików 6 z białymi nitkami i żółtymi pylnikami o długości 4 mm.
OwocOwalna, trójgraniasta torebka.

## Biologia i ekologia
Bylina, geofit cebulkowy. Rośnie w lasach, zaroślach, stepach, półpustyniach, pustyniach, górach, w zbiorowiskach roślinnych typu batha i frygana. Kwitnie w marcu i kwietniu, kwiaty zapylane są przez owady.

## Udział w kulturze
- F. N. Hepper, J. Maillat, S. Maillat, botanicy zajmujący się roślinami biblijnymi przypuszczają, że śniedek narboński opisany jest jako dzika cebula w wersecie  Biblii : „Powstał zatem wielki głód w Samarii. Bo oto nieprzyjaciele oblegali ją, tak iż głowa osła kosztowała osiemdziesiąt srebrnych syklów, a ćwiartka kaba dzikiej cebuli pięć syklów srebra” (2 Kr 6,25). Z kolei N. H. Moldenke, A. L. Moldenke – inni znawcy roślin biblijnych uważają, że chodzi tutaj o śniedka baldaszkowatego (Ornithogalum umbellatum). Obydwa gatunki występują we florze Palestyny. Autorzy zastanawiają się, czy cebule śniedków są jadalne. Hepper twierdzi, że cebule śniedka narbońskiego nie są trujące. Znane są fakty, że Syryjczycy spożywali je po ugotowaniu, ale Duke, który zjadł dwie ugotowane cebule zauważył przyspieszoną akcję serca, stwierdził, że są gorzkie, mają mydlany smak, i uważa, że: „musiałby być naprawdę bliski śmierci głodowej, by żywić się czymś takim”. Użyte w oryginale hebrajskim słowo dosłownie przetłumaczone oznacza nawóz ptasi. Hepper uważa, że wzgórza porośnięte śniedkiem z daleka wyglądają jak gdyby pokryte odchodami ptaków. Śniedek narboński (ewentualnie baldaszkowy) są z dużym prawdopodobieństwem biblijną dziką cebulą (tak przetłumaczono to w polskiej Biblii Tysiąclecia), całkowitej pewności jednak nie można mieć[6].
- W Starożytnej Grecji młode panny wplatały sobie do wieńców na głowie cebule śniedków, jako coś bardzo cennego i symbol czystości[6].